# Snouck van Loosenhuis
Het Snouck van Loosenhuis is een woonhuis aan de Dijk 34 in de Noord-Hollandse plaats Enkhuizen. Het pand, onderdeel van een complex, is vernoemd naar de patriciërsfamilie Van Loosen. Het woonhuis werd in 1966 aangewezen als rijksmonument, de rest van het complex zoals het tuinhuis, het voormalige bejaardentehuis en de andere objecten volgden in 1997 en 2006 (prieel).

## Geschiedenis
Een van de burgemeesters van Enkhuizen liet omstreeks 1742 aan de Dijk een diep woonhuis bouwen in de toen zeer populaire Lodewijk XIV-stijl. Dirk Semeyns van Loosen, getrouwd met Maria Bontekoning, was voor de achtste keer verkozen tot burgemeester van Enkhuizen en het stel was zeer vermogend. Van Loosen was lid van het vooraanstaande Enkhuizer geslacht Van Loosen en Bontekoning was een telg uit een rijk houthandelaren geslacht uit Amsterdam, hierdoor konden zij het grote en rijkgedecoreerde huis met tuinkoepel aan de straat betalen. Wanneer het huis precies gebouwd is, is niet bekend. Vermoedelijk ligt het tussen 1735 en 1741, omdat een van de schilderstukken boven een schouw het jaartal 1742 toont. Het stel gaf ook uiting aan hun huwelijk door op de voorgevel boven de dakkapel een kuif met alliantiewapen te plaatsen. De tuinkoepel, gebouwd aan de rechterzijde van de woning, werd in de Lodewijk XV-stijl gebouwd. Van Loosen gebruikte de tuinkoepel niet als theekoepel, maar als kantoortje en ontving er zijn handelscontacten. Het echtpaar kreeg een zoon, die in Leiden overleed tijdens een straatgevecht, waardoor hun neef Dirk Elias van Loosen de enige erfgenaam werd. Dirk Elias liet in 1786 het woonhuis uitbreiden. Links van de woning kwam een nieuwe uitbreiding, ditmaal in de Lodewijk XVI-stijl. Door deze uitbreiding kreeg het pand een middengang en aan weerszijden van de voordeur twee vensterassen. Omdat de woning een bel-etage heeft, staat er voor de voordeur een bordes met -trap. Om de straat van het eigen terrein te scheiden, zijn er stoeppalen met kettingen geplaatst. In 1793 trouwde Samuel Snoek met Cornelia Petronella van Loosen. Hij kocht haar familienaam erbij en hij liet zich voortaan Snouck van Loosen noemen. Snouck van Loosen overleed in 1839, zijn vrouw volgde in 1846. Hierna bleven drie zussen in het pand wonen, alle drie ongetrouwd en kinderloos. Twee andere zussen zijn wel getrouwd, een was Cornelia; zij trouwde met Pieter Opperdoes Alewijn uit Hoorn. Hij liet in 1844 voor zijn vrouw een neogotisch gebouwtje in de tuin bij Villa Alewijn bouwen. Cornelia is kinderloos gestorven, een van haar zussen overleed op 13-jarige leeftijd en drie bleven er ongetrouwd in het ouderlijk huis wonen. Na het overlijden van hun ouders beheerden zij hun erfenis. Zij leefden zuinig in de woning - de inrichting werd na de bouw nooit gewijzigd - en deden veel aan liefdadigheid. Ze investeerden het familiekapitaal vooral in onroerend goed in de Beemster en Enkhuizen. Zo lieten zij onder andere de Snouck van Loosenkerk bouwen op de plek waar eerst een pakhuis van hun vader stond. Van de drie zussen die in Enkhuizen in het ouderlijk huis bleven wonen, bleef Margaretha Maria als laatste over. Zij liet na haar overlijden het Snouck van Loosenfonds oprichten en met haar nalatenschap moest in Enkhuizen gewerkt worden voor de armere mensen. Het fonds hield na de verdeling van de nalatenschap (totaal ruim 8 miljoen gulden) nog ongeveer 6 miljoen gulden over. Van het fonds werd het woonhuis verbouwd tot bejaardentehuis en werden eerder de bouw van een boerderij en de bouw en aanleg van het Snouck van Loosenpark bekostigd. Doordat een aantal testamantaire beschikkingen apart zijn, zijn portretten van familieleden en de bouwgeschiedenis van het huis verloren gegaan.
Na het overlijden van Margaretha Maria in 1885, werd het Snouck van Loosenfonds opgericht. In haar testament heeft Snouck van Loosen vast laten leggen dat er een arbeiderswijk met grotere woningen dan normaal gesticht moest worden en dat haar nalatenschap ook gebruikt moest worden voor de opvang van ongehuwde vrouwen of weduwen. De dames dienden wel van 'fatsoenlijke stand' te zijn en mochten geen kinderen meer hebben waar zij nog voor moesten zorgen. Hiervoor werd in 1890-92 een nieuwe vleugel achter het woonhuis gebouwd. Volgens het testament moesten de stal en het koetshuis geschikt gemaakt worden voor bewoning door er een of twee arbeiderswoningen van te maken. De architect van dit alles was C.B. Posthumus Meyes, uit Amsterdam. Hij ontwierp de nieuwe vleugel in neorenaissancestijl. Om dit nieuwe bouwdeel toegankelijk te maken, werd het 18e-eeuwse trappenhuis en achterhuis gesloopt, waarna op die plek de nieuwe vleugel gebouwd werd. Aan de Dijk werden ook een koetshuis en twee dienstwoningen naar zijn ontwerp gebouwd. Om de tuin van de straat te scheiden werd er een tuinmuur gebouwd en in de tuin werden een prieel en tuinhuis gebouwd. De tuinaanleg werd zelf ook gewijzigd.
Het bejaardenhuis telt acht eenpersoonskamers en is tezamen met het tuinhuis en de tuinmuur in 1892 gebouwd naar ontwerp van Posthumus Meyjes. De acht bewoonsters hadden elk hun eigen kamer, maar dineerden samen in de eetkamer. Om in het huis te mogen komen wonen, dienden de dames 1.000 gulden te betalen en hun eigen bestek mee te nemen. In essentie werd het woonhuis een voorloper van een verzorgingstehuis. De dames moesten zich te allen tijde netjes gedragen, huisdieren waren verboden en de dames mochten niet een nieuw behang in hun kamer ophangen, dat moest het Snouck van Loosenfonds doen.
Omdat de wet op de bejaardenzorg in 1999 in werking trad, kwam het bejaardenthuis leeg te staan. Het pand kon niet, met respect voor het monumentale karakter, zodanig verbouwd worden dat het rendabel geëxploiteerd kon worden. Ook een onderzoek naar verbouwing tot appartementencomplex met zeven tweekamerappartementen, leverde niets op. In 2005 werd een poging gedaan om het woonhuis om te bouwen tot een stedelijk museum. Door gebrek aan middelen strandde deze poging echter.

## Exterieur
Het woonhuis bestaat uit een natuurstenen lijstgevel met kap. Om precies een hoge hardstenen plint en een vrij lage zandstenen verdieping. Het is in Enkhuizen het enige woonhuis met een natuurstenen gevel. Eigenlijk gaat het om twee aparte gevels: het rechter is ouder en heeft een middenrisaliet met boven het middelste venster een alliantiewapen, te weten dat van Dirk Semeyns van Loosen en zijn vrouw Maria Bontekoning, en boven het dakkapelvenster een cartouche met een voorstelling van Neptunus heraldische kroon daarboven. Op de twee hoeken van dit geveldeel lopen de lisenen op de hoek door tot in de voet van de balustrade op de lijstgevel. Het linker geveldeel is smaller, telt geen geledingen en is eveneens opgedeeld in drie vensters. De vensters zijn hoog en smal. Voor de gevel licht een natuurstenen stoep met dito trap en stoeppalen. De stoeppalen zijn allemaal hetzelfde vormgegeven. Links zijn ze voorzien van kettingen en rechts niet. De trap heeft een smeedijzeren hekwerk en trapleuning en ook het hekwerk voor de tuinkoepel is van smeedijzer. De deur bovenaan de trap stamt uit de 19e eeuw en is eenvoudiger in decoratie dan het origineel. Rechts van het woonhuis is de thee- of tuinkoepel gebouwd, welke bestaat uit één verdieping zonder kap. De tuinkoepel is, net als het woonhuis, bekleed met natuursteen. De decoraties op de koepel zijn allemaal rococomotieven. In de omlijsting boven het poortje dat het woonhuis van de tuinkoepel scheidt, is Nieuwsgierig Aagje in een Rococo-omlijsting afgebeeld. De muur rechts van de tuinkoepel wordt eveneens afgesloten met een kuif van hardsteen. De kuif wordt gevormd door een schelp met daarboven een vaas. In de voorgevel is duidelijk te zien dat het woonhuis in twee periodes is gebouwd: rechts is uit 1740 en in Lodewijk XV-stijl gebouwd en links van de voordeur in Lodewijk XVI-stijl.
De beide lijstgevels van de woning hebben bovenop een balustrade staan. In het midden van de gevels staat telkens een dakkapel, met aan weerszijden een balustrade met op de uiteinden een vaas. Deze vazen zijn niet gelijk aan elkaar. Rechts zijn de vazen in Lodewijk XIV-stijl en links in Lodewijk XVI-stijl. Ook de lijstgevel van de tuinkoepel kent een balustrade, maar nu staan de twee vazen op de hoeken van de voorste gevel. Op de nokken van de daken staan vergelijkbare vazen, deze drie vazen zijn wel allemaal hetzelfde.

### Bejaardentehuisvleugel
Het bejaardentehuis is trapeziumvormig en bestaat uit een souterrain, parterre, verdieping en kapverdieping. De kap is een afgeknot schilddak met zwarte kruispannen. In drie dakvlakken zijn telkens drie dakkapellen aangebracht: aan de voorzijde (W), tegen het Snouck van Loosenhuis aan, aan de straatzijde (N) en aan de rechterzijde (Z) uitkijkend op de tuin. Aan de achterzijde, op het Oosten gericht, is een grote dakkapel geplaatst. In de top van de dakkapel een ijzeren hijsbalk. Aan weerszijden van de dakkapel is een korte balustrade geplaatst. Het muurwerk is van rode baksteen en staat op een natuurstenen plint. De vensters in de drie vrijstaande gevels zijn omlijst met natuurstenen aanzet- en sluitstenen, die op de partèrre en verdieping zijn van zandsteen en de lekdorpels zijn van natuursteen. De vensters van het souterrain in de H.J. Schimmelstraat zijn voorzien van ijzeren tralies, de overige vensters in het souterrain hebben die tralies niet. De hoekpunten van de gevels zijn vrijwel geheel in natuursteen uitgevoerd, met op regelmatige afstand grotere stenen met bossering. In de boogvelden van de vensters is een zijn rood-gele tegels in siermotief geplaatst. Onder de dakgoot een rondomgaand fries, gemaakt van rood-gele tegels met stiermotief. In het dakvlak zijn alleen boven de middelste drie vensterassen dakkapellen geplaatst. Ze hebben alle drie een fronton als bekroning en aan weerszijden van het venster een pilaster.
In de voorgevel, tegen het oude woonhuis aan, zijn geen vensters geplaatst. Wel zijn er drie dakkapellen in het dakvlak geplaatst. Ze zijn gelijk aan die in het linker- en rechter dakvlak.
De gevel aan de H.J. Schimmelstraat is asymmetrisch in opzet. Geheel rechts is een hoekrisaliet geplaatst, waardoor er twee geveldelen gevormd worden. Het risalerende (naar voren stekende) deel is één vensteras breed, de rest van de gevel is vier vensterassen breed. De drie vensters in de risaliet zijn allemaal anders vormgegeven, al gaat het wel telkens om gekoppelde vensters, terwijl de andere vensters per verdieping enkele vensters zijn en alle drie gelijk vormgegeven zijn. In de risaliet bevatten de vensters ter hoogte van het souterrain schuifvensters onder een rechte hanenkam. De vensters op de parterre zijn rijker gedecoreerd en worden gescheiden door een kolonnet. In plaats van elk een eigen hanenkam, staan de twee vensters onder een gezamenlijke ontlastingsboog, met in het boogveld een plaquette. De vensters op de verdieping hebben elk een eigen getoogd tweeruits bovenlicht en getoogde ontlastingsboog. Net als de achtergevel heeft deze gevel een balustrade. Deze is boven de risaliet geplaatst, waardoor deze extra benadrukt wordt.
De overige vensters in de linker gevel zijn allemaal voorzien van vierruits schuifvensters. Deze gevel grenst in zijn geheel tegen de tuin. Die op de parterre hebben wel een ontlastingsboog. De rechtergevel heeft een gelijke indeling aan de linkergevel, maar dan spiegelbeeldig.
De achtergevel is voorzien van een trap met bordes naar de achtertuin. De gevel is symmetrisch ingedeeld in drie aparte geveldelen. In het midden een middenrisaliet met op de verdieping een deur met trap naar de tuin. De hoekpunten van de gevel en de zijkanten van de risaliet zijn voorzien van natuursteen afgewisseld met natuursteen blokken. In het dakvlak wordt de risaliet benadrukt door een balustrade van zandsteen met in het midden een grote dakkapel met fronton. De middenrisaliet zelf is twee vensterassen breed. Voor het souterrain langs loopt een trap met natuurstenen treden en blokken. Onder de trap geeft een paneeldeur toegang tot het souterrain en bovenaan de trap geeft een andere paneeldeur toegang tot de parterre. De beide deuren zijn in de rechter van de twee vensterassen in de middenrisaliet geplaatst. Ze zijn ook beide voorzien van een ijzeren harnas, twee glaspanelen en een natuurstenen omlijsting. De deur in het souterrain staat tussen twee geblokte pilasters en een hoofdgestel. De deur op de parterre heeft eveneens twee pilasters, maar die ondersteunen een kroonlijst waarboven een bovenlicht met twee pilasters onder een fronton met schelpmotief. Boven de deuren staat een raam met getoogd bovenlicht. Door twee pilasters en twee rondbogen is dit venster verbonden met een tweede venster met rondboogbovenlicht en daartussen een plaquette met rondboognis. In de nis is een schelpmotief geplaatst en daaronder, op de plek waar een venster had kunnen zitten, een plaquette met daarop in vergulde letters: Snouck van Loosen Stichting 1892. De omlijsting is hier van zandsteen gemaakt. Boven dit alles staat in het dakschild een dakkapel met zandstenen pilasters en fronton, met aan weerszijden een zandstenen balustrade. De dakkapel heeft geen vensters, maar twee deuren met een hijsbalk.
De geveldelen naast de middenrisaliet bestaan elk uit een enkele vensteras. Alle vensters bestaan uit vierruits schuifvensters. De vensters hebben gelijkende vormgeving als de vensters in de andere gevels: de parterre heeft ontlastingbogen met mozaïek, de verdieping heeft hanenkammen.

### De tuin
Het tuinontwerp is vermoedelijk van de hand van Copijn, uit Groenekan. In de tuin staan een prieel, een tuinhuis en de tuinmuur die de tuin van de straat scheidt. De tuin en tuinaanleg zijn niet beschermd.
Het vijfhoekige prieel staat in de zuidwestelijke hoek van de tuin en is gemaakt door de Utrechtse firma Moerkoert. Dit bedrijf, gespecialiseerd in seriematig bouwen van kunstgrotten, -rotsen, -wanden en schijnruïnes, werkte veel samen met Copijn. Het maakte ook prefab elementen, mogelijk is dit uit cementrustiek opgetrokken prieel ook in de fabriek gemaakt en in Enkhuizen gemonteerd. De elementen zijn zo gemaakt dat zij van hout lijken te zijn, van origine waren ze ook geschilderd. De twee achterwanden zijn gesloten en de drie open zijdes zijn als boomtakken vormgegeven. De stijlen bestaan uit buizen bedekt met witgrijs cement. De twee gesloten wanden bestonden uit gaas met cementbedekking, waarin druivenranken gevormd waren. Een van de twee wanden is gedeeltelijk vervangen door een houten schutting. Het dak is een tentdak en is, net als de wanden, opgetrokken uit gaas met cementbedekking.
Tegenover het prieel, en achter het bejaardentehuis, staat in de noordwestelijke hoek van de tuin het rechthoekige tuinhuis. Het tuinhuis met houten skelet is gebouwd in de chaletstijl en is een bouwlaag hoog. Het dak, samengesteld uit een schilddak met een instekend zadeldak, is bedekt met zink en heeft op de drie punten een piron. Het zadeldak accentueert ook de plek waar de ingangspartij risaleert ten opzichte van de rest van het bouwwerk. De dubbele deur heeft twee zesruits glaspanelen en aan weerszijden een vierruits venster. Rondom is houtsnijwerk langs de dakrand aangebracht. De puntgevel wordt bekroond door een makelaar met aan weerszijden windveren met kraaldelen. Het bouwwerk heeft links een loggiaen rechts een serre. De loggia is ook zelfstandig bereikbaar, doordat de wand opengewerkt is. De achterwand is geheel blind gelaten. De plint van het bouwwerk, ook van hout, was gecementeerd.
De tuinmuur is, net als het bejaardentehuis, gebouwd van rode baksteen. De muur is aan de straatzijde gedecoreerd met siermetselwerk en aan de tuinzijde aangesmeerd met cement. De muur heeft een natuurstenen lijst aan de bovenzijde, met daaronder twee rijen van muizentand. De muur is opgedeeld in zeven traveeën met rode en gele ruitvormige baksteen siermotieven. Ook de plint bevat natuursteen, maar slechts gedeeltelijk, de rest is van rode baksteen. De basementen van de pilasters zijn wel volledig van natuursteen. Vrijwel tegen het huis aan zit een paneeldeur met natuurstenen omlijsting. De omlijsting steegt iets boven de muur uit en wordt gedragen door geblokte pilasters. Aan de straatzijde vormen drie treden een natuurstenen stoep.

### Exterieurfoto's

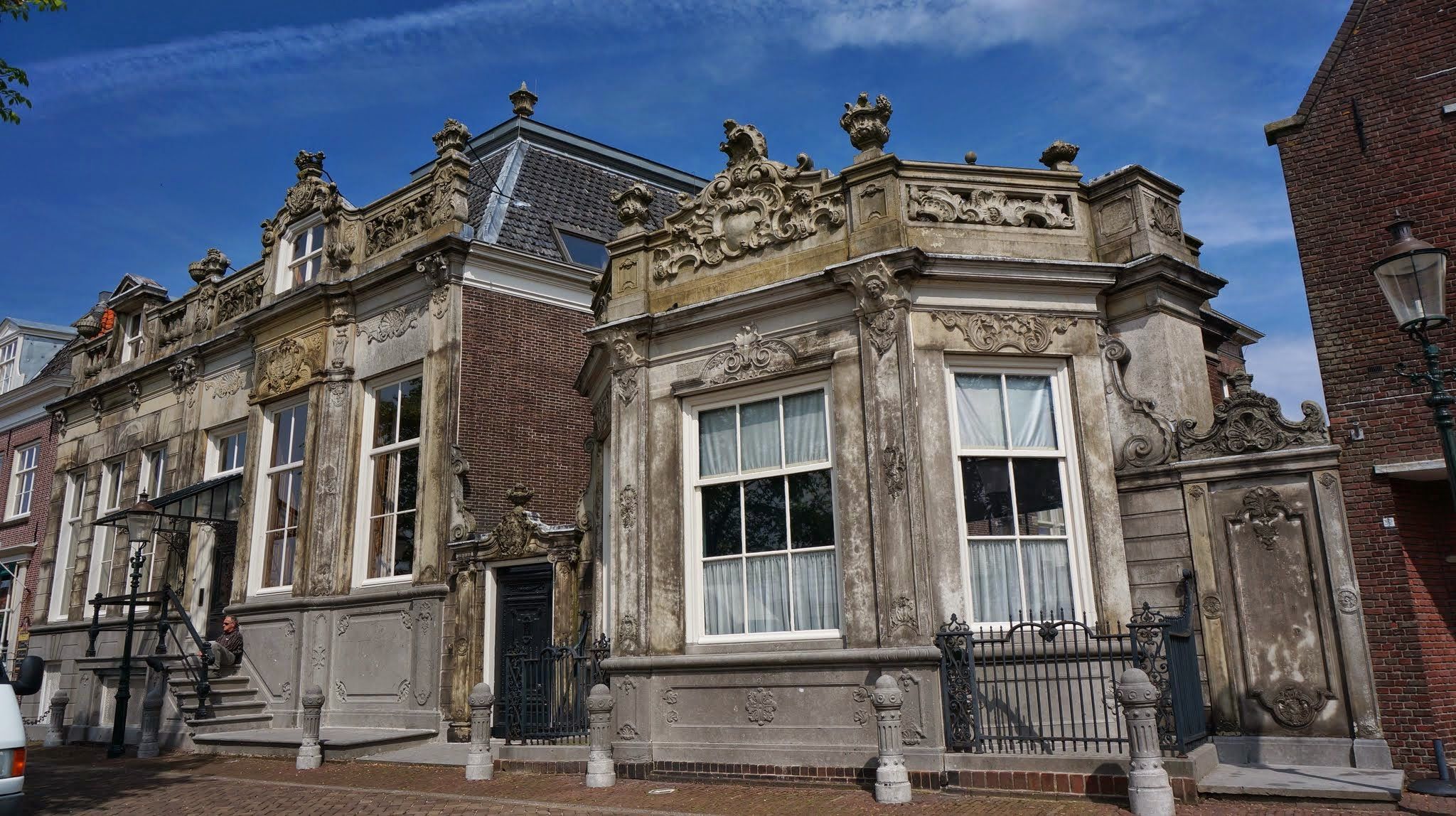
Links de tuinkoepel, die door de heer des huizes gebruikt werd als kantoorruimte
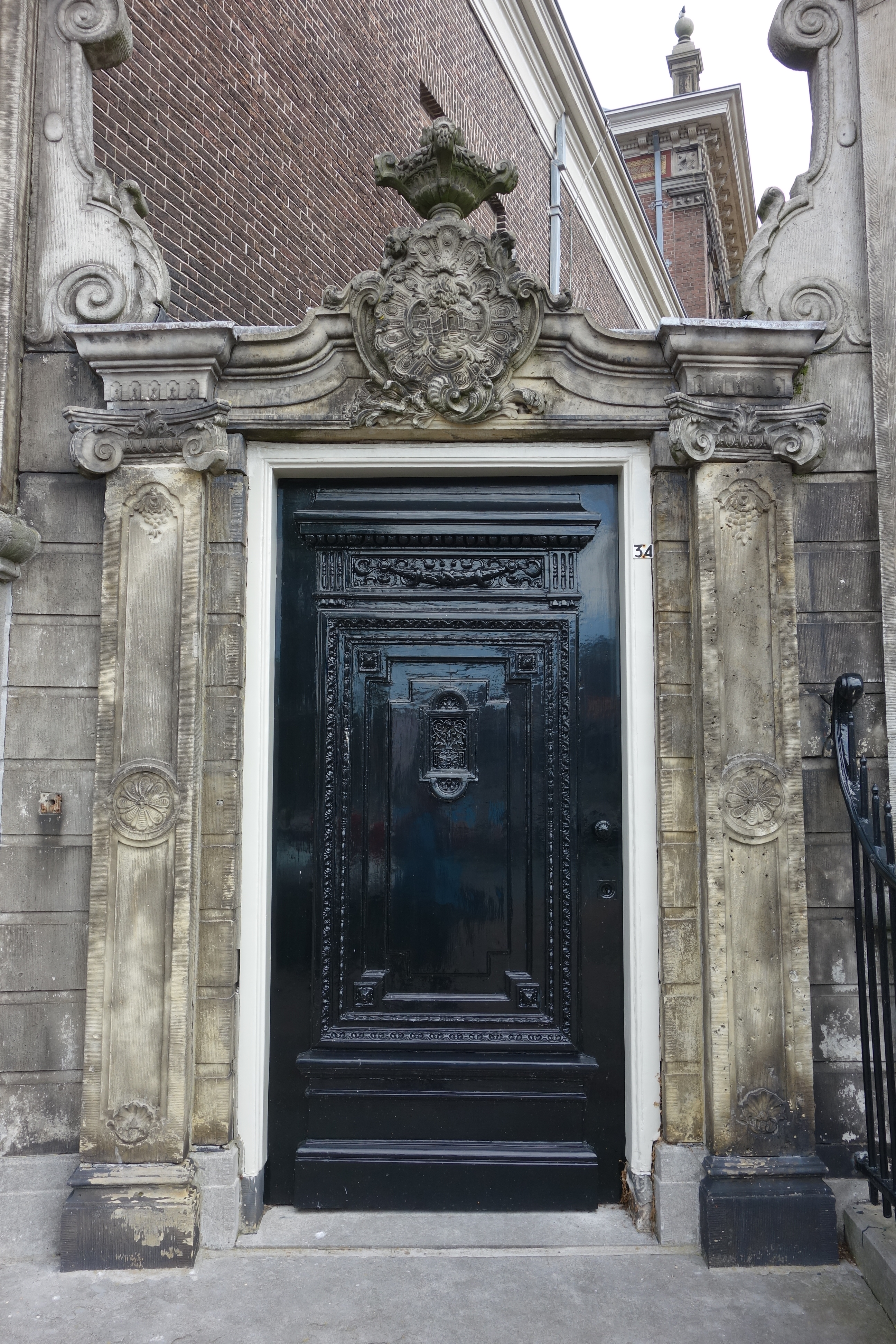
Toegangspoort voor de tuinkoepel, zodat bezoek niet door het huis naar de koepel hoefde te lopen
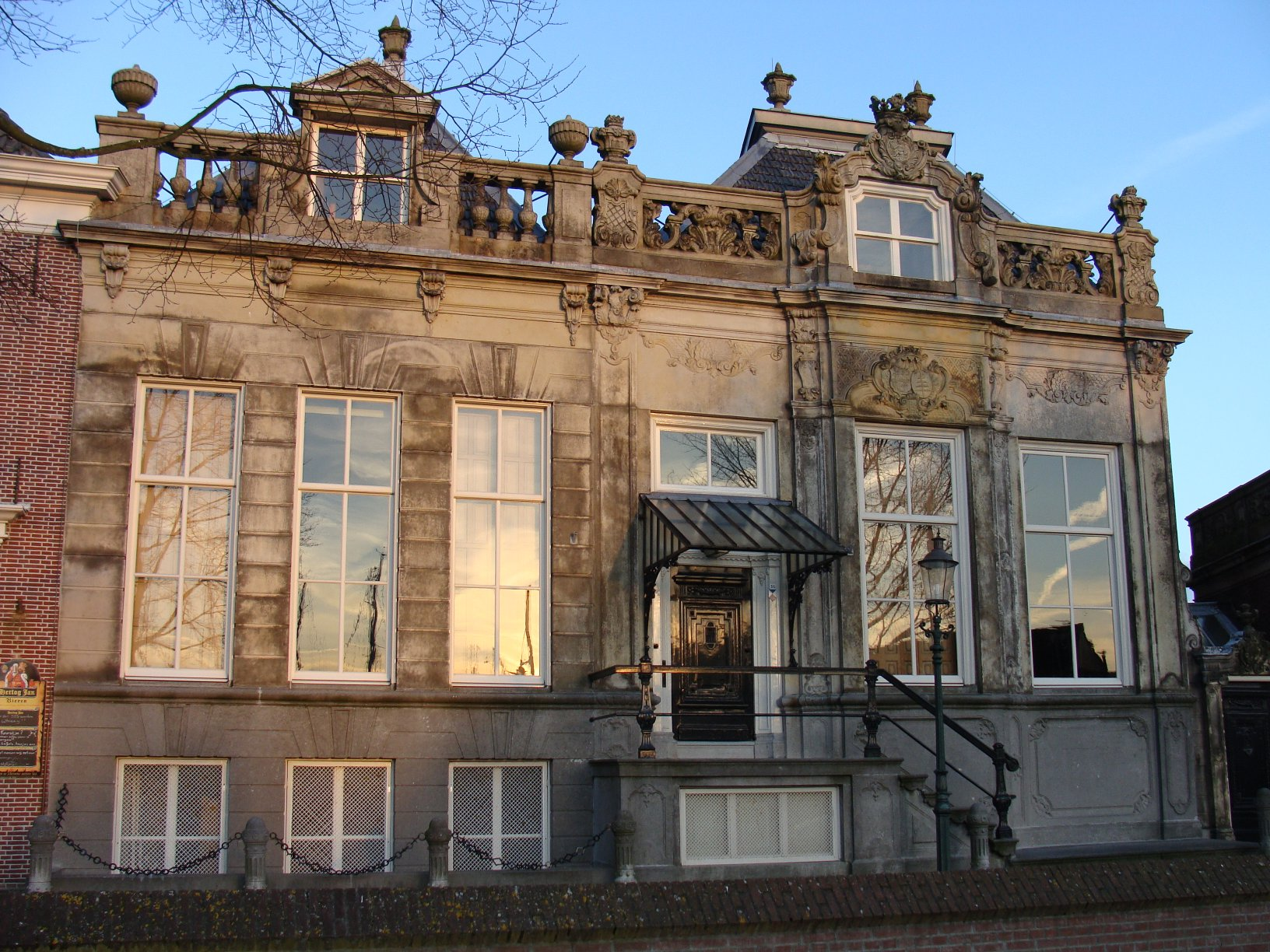
Overzicht van het voormalige woonhuis
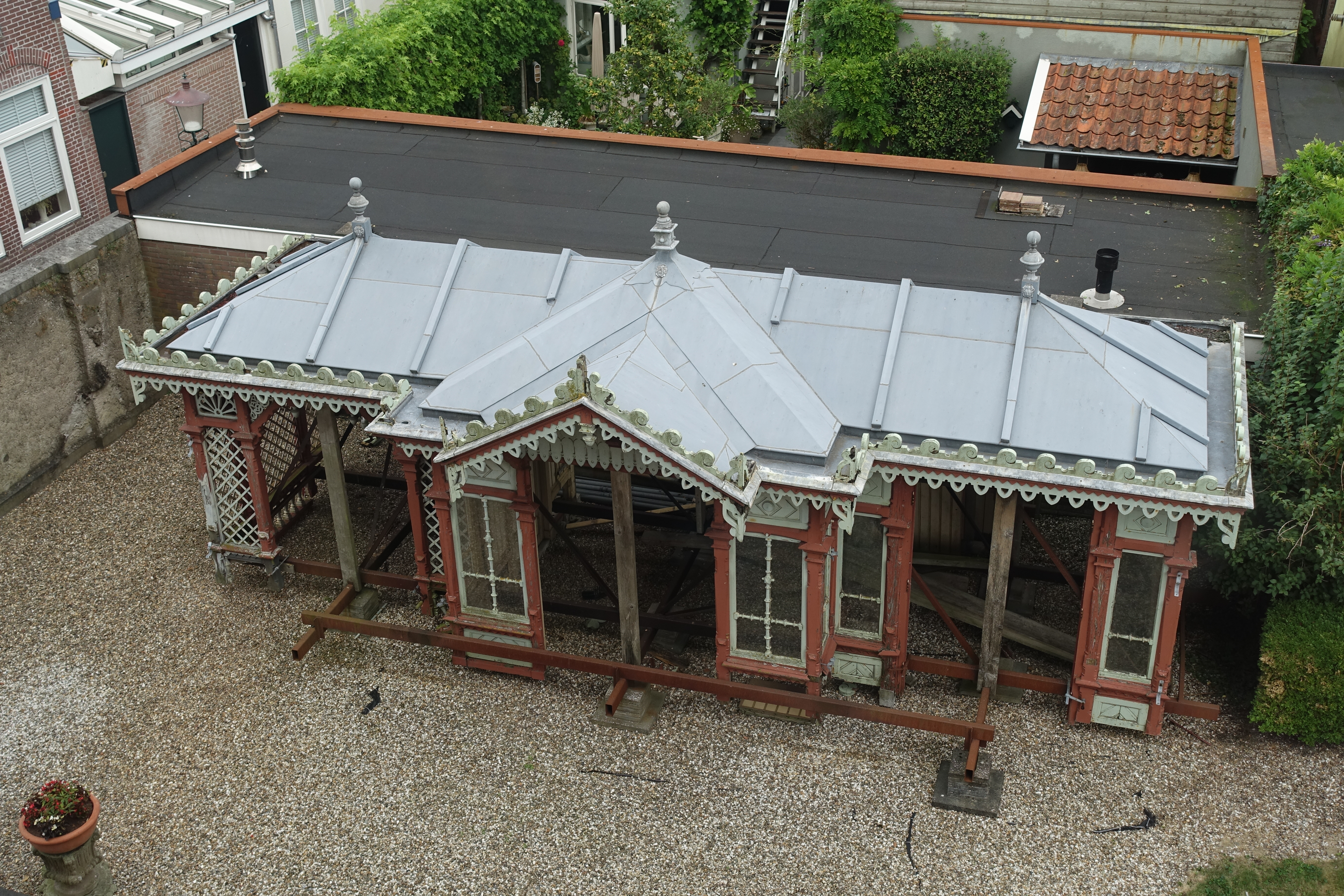
Het tuinpaviljoen van boven gezien
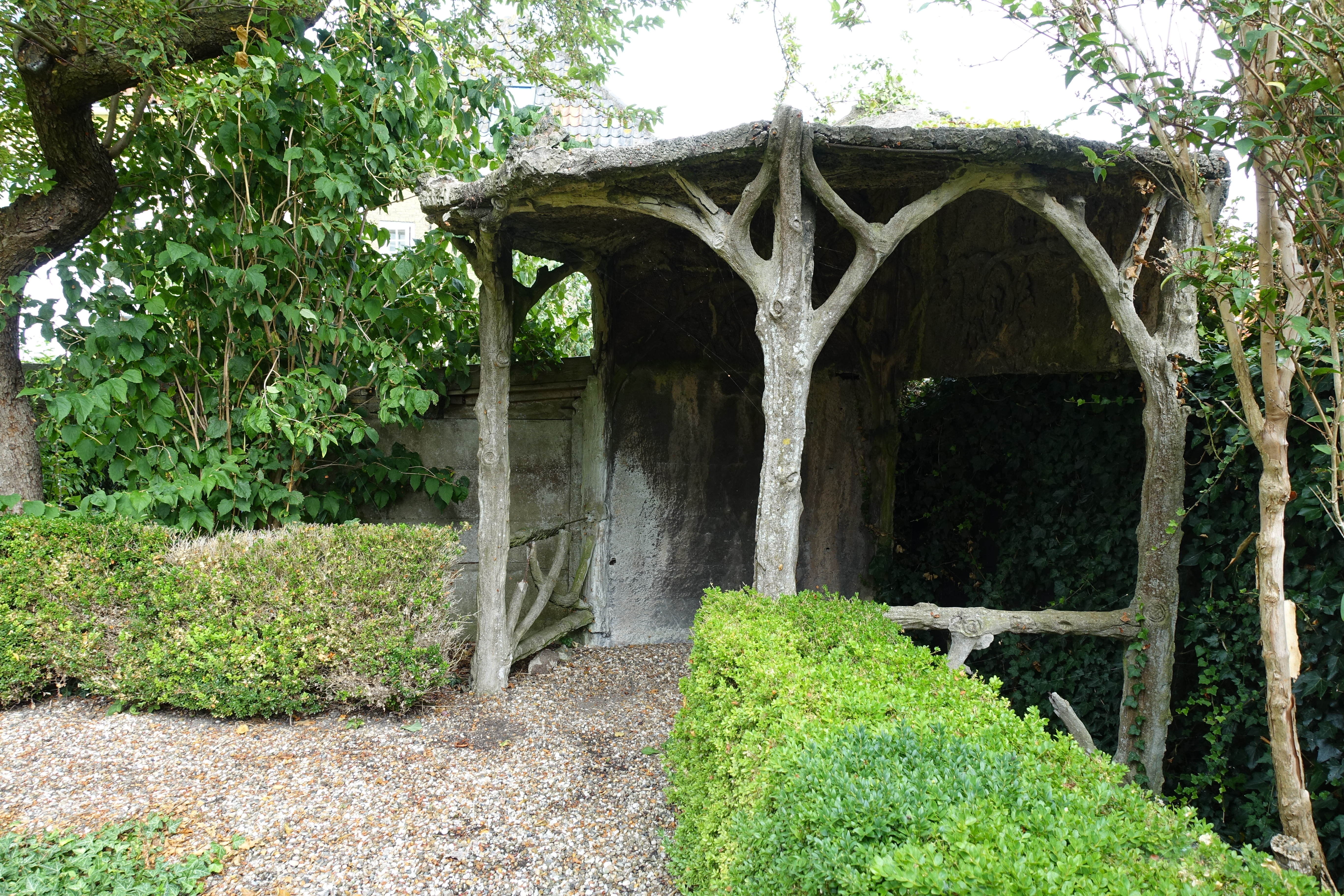
Het betonnen tuinprieel
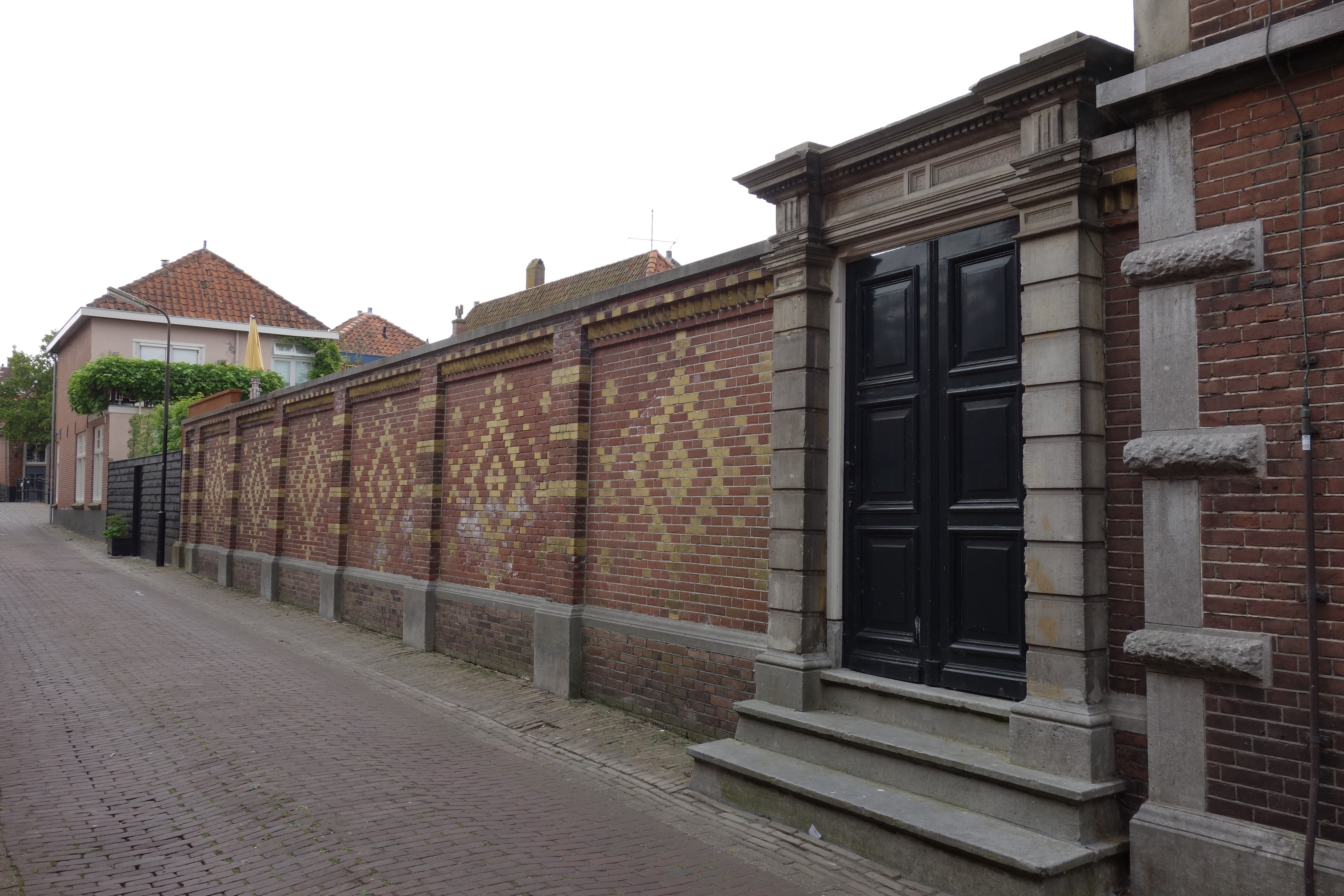
De tuinmuur, ontworpen door Posthumus Meyjes, gezien vanuit de H.J. Schimmelstraat
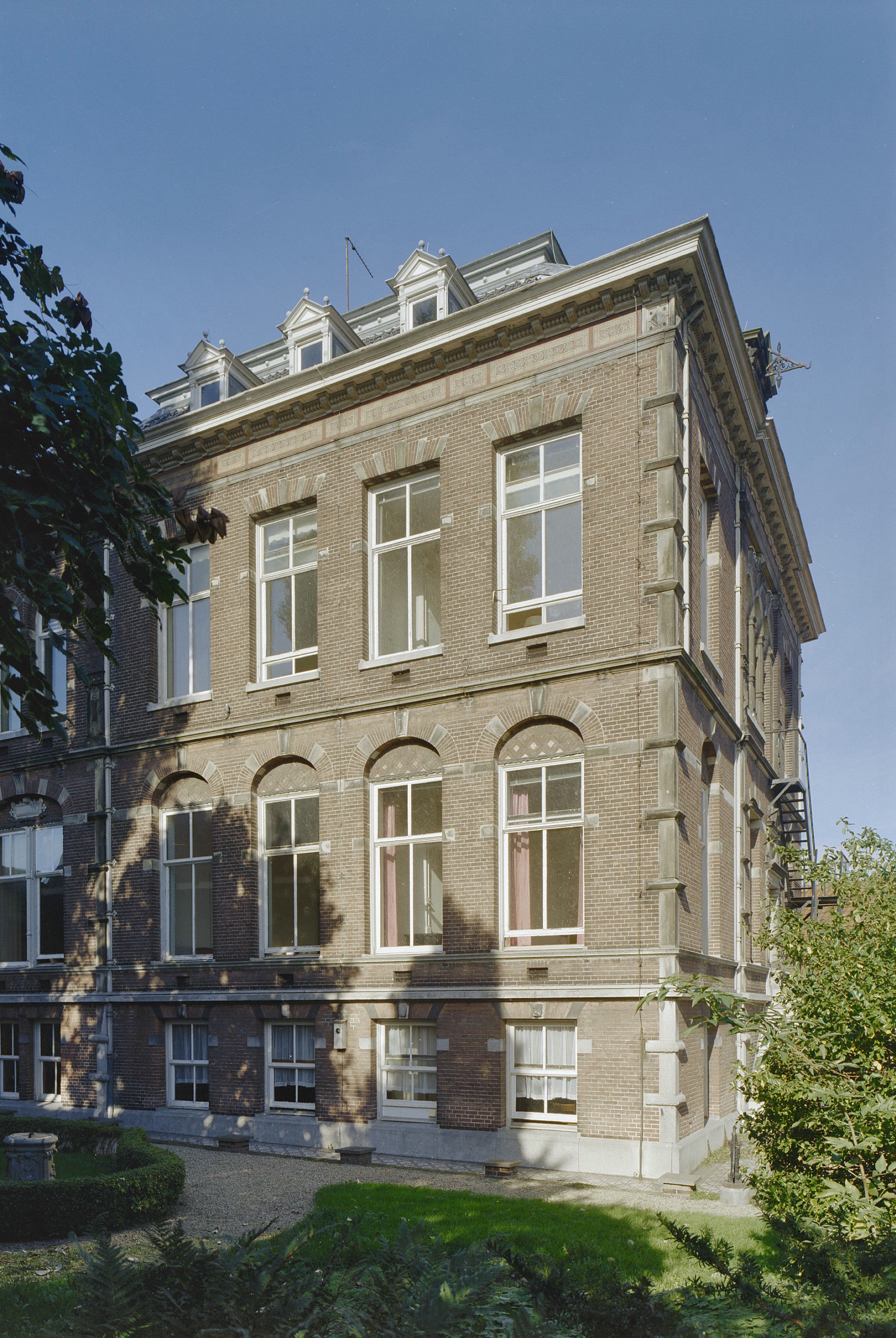
Rechter zijgevel van het bejaardentehuis (1998)

## Interieur
Het woonhuis heeft een centrale gang met aan weerszijden een voorkamer en een achterkamer. De hal is gedecoreerd met stucreliëfs in Lodewijk XIV-stijl boven de deuren (hoogreliëf) en op het plafond. De voorstellingen in de reliëfs boven de deuren stellen goden van handel en zeevaart voor. Tussen de deuren zijn panelen met vruchtoranementen geplaatst. Het houtwerk is geschilderd met imitatiehout. Aan de rechterzijde werd de voorkamer als woonkamer gebruikt en de achterkamer diende als eetkamer voor de familie. De tussendeur, twee vleugeldeuren, is eveneens in Lodewijk XIV-stijl gedecoreerd met een sierdoek, schelpen en een boog op de ligger van het paneel aan de bovenzijde van de deur. Ten tijde van het bejaardentehuis was de voorkamer aan de rechterzijde de ontvangstkamer en de voorkamer links juist de eetkamer. De twee kamers aan de rechterzijde zijn behangen met rood velours d'Utrecht uit 1742, dat van origine robijnrood was.. Onder de bespanning een houten lambrisering. In de achterkamer staan tegen de achterwand twee grote servieskasten, met een open haard er tussenin. De schouw is van gepolijst zwart hardsteen en ingelegd met wit marmer. Hoewel nog symmetrisch in opzet, bevat de schouw wel al rococo-ornamenten. Het schilderij boven de haard, een zogenaamd schouwstuk, is gemaakt door Pieter Terwesten (1714-1798). De pronkkasten aan weerszijden hebben vergulde loden rococo-ornamenten en sierstrips. Het plafond in deze kamer is nog grotendeels origineel. De ornamenten zijn modern, maar het verdiepte deel is origineel.
Daar waar de kamers rechts in Lodewijk XIV-stijl zijn uitgevoerd, met details die bij de rococo passen, zijn de kamers links in neoclassicistische stijl gedecoreerd. De schouw in deze kamer is mogelijk door François Absiel gemaakt. Het is van hout en rust op twee marmeren wangstukken. Het schouwstuk in deze ruimte is uit 1742 en van de hand van Mattheus Terwesten. Het allegoriestuk stelt de Vrede voor. Schouw en schouwstuk zijn herplaatst, want zij komen uit een afgebroken achterkamer. De ruimte heeft, net als de overige kamers op deze verdieping, een lage lambrisering. Echter erboven hangt geen trijp, maar panelen met goudleerbehang. De plaatsing is door Van Arkel en Weissman in 1890 gedaan, maar het behang komt uit 1742 en is gemaakt door iemand met de naam Van Sante.
Ten tijde van de familie Snouck van Loosen bevond het trappenhuis zich aan de rechter zijde van de woning met er achter nog een woonvertrek met schouw en links twee slaapkamers. Deze aanbouw is in zijn geheel gesloopt om plaats te maken voor de vleugel met daarin de vertrekken voor de bejaarde bewoonsters.
In het souterrain van de 19e-eeuwse aanbouw bevinden zich de ruimtes waar de bediening werkte. Aan de rechterzijde, vanaf het voorhuis gezien, de kookkeuken, met een antieken fornuis en afzuigkap daarboven. Tegenover deze keuken is de werkkeuken met spoelbak om in af te wassen en een servieskast. Beide keukens hebben marmeren aanrechten, alleen de kookkeuken heeft ook ramen met uitzicht op de tuin.
De tuinkoepel is via de gang in het souterrain toegankelijk vanuit de woning. De ruimte is niet geheel rechthoekig, omdat aan de straatzijde de gevel een driezijdige erker vormt en twee hoeken schuin afgetimmerd zijn. Links, tegen de woning aan, is hier ruimte gemaakt voor een buffetkast en daar tegenover geeft de schuine muur toegang tot een secreet. Het buffet, secreet en de grijs marmeren schoorsteenmantel in deze ruimte zijn uit de bouwtijd. Het plafond van de tuinkoepel is beschilderd. Deze plafondschildering is de enige plafondschildering in het hele huis dat nog resteert uit de bouwtijd. De schilderingen tonen twee medaillons met bustes en lauwerkransen. Het hoofdstuk toont een wolkenlucht met engeltjes. Dit stuk is ook verdiept ten opzichte van de rest van het plafond. Alle wanden zijn betimmerd en blauw geschilderd. Details in de beschildering zijn voorzien van verguldsel.
De vertrekken in de uitbouw bestaan uit acht kamers voor de bewoners. Deze kamers hebben allemaal een halletje, een woonvertrek en een slaapkamer. Toilet en douche bevinden zich op de gang. De gang is in het souterrain en de parterre een centrale hal met aan weerszijden de vertrekken. Op de parterre is het dienstvertrek voor de directrice en daar zijn ook een was- en droogkamer en een aantal dienstbodenkamers gemaakt. De deurposten op deze twee verdiepingen zijn rijker uitgevoerd dan die op de twee bovenste verdiepingen. Ook is er aansluitend houten lambrisering aangebracht. De plint bestaat uit blauw-witte en wit-blauwe tegels. Het trappenhuis van de originele woning is door Posthumus Meyjes vervangen door een groot nieuw trappenhuis dat ook toegang verschaft tot de kelder en de zolder.

### Interieurfoto's

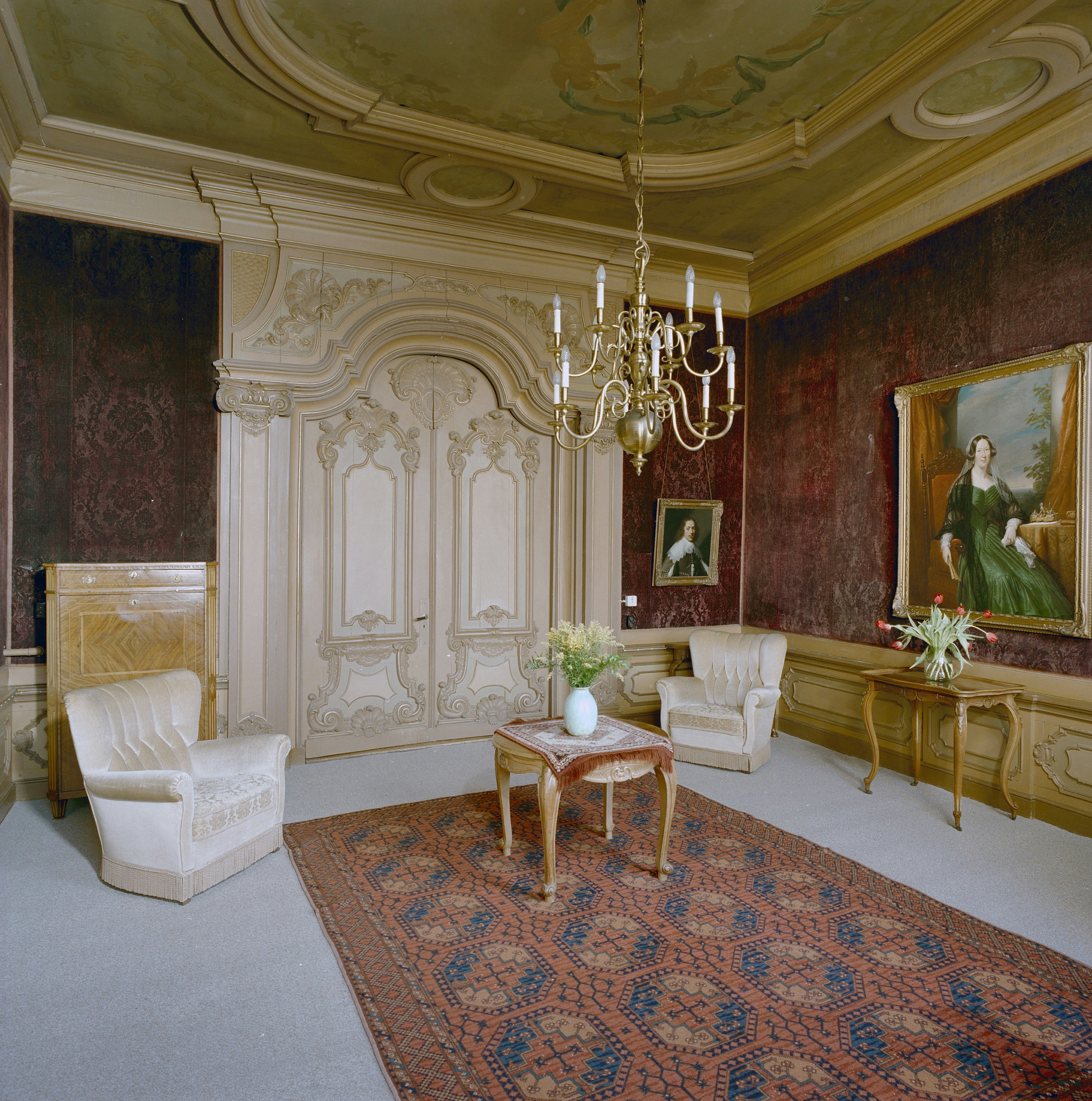
De rechter voorkamer, de voormalige woonkamer. Witgeverfde houten lambrisering met velours d'Utrecht
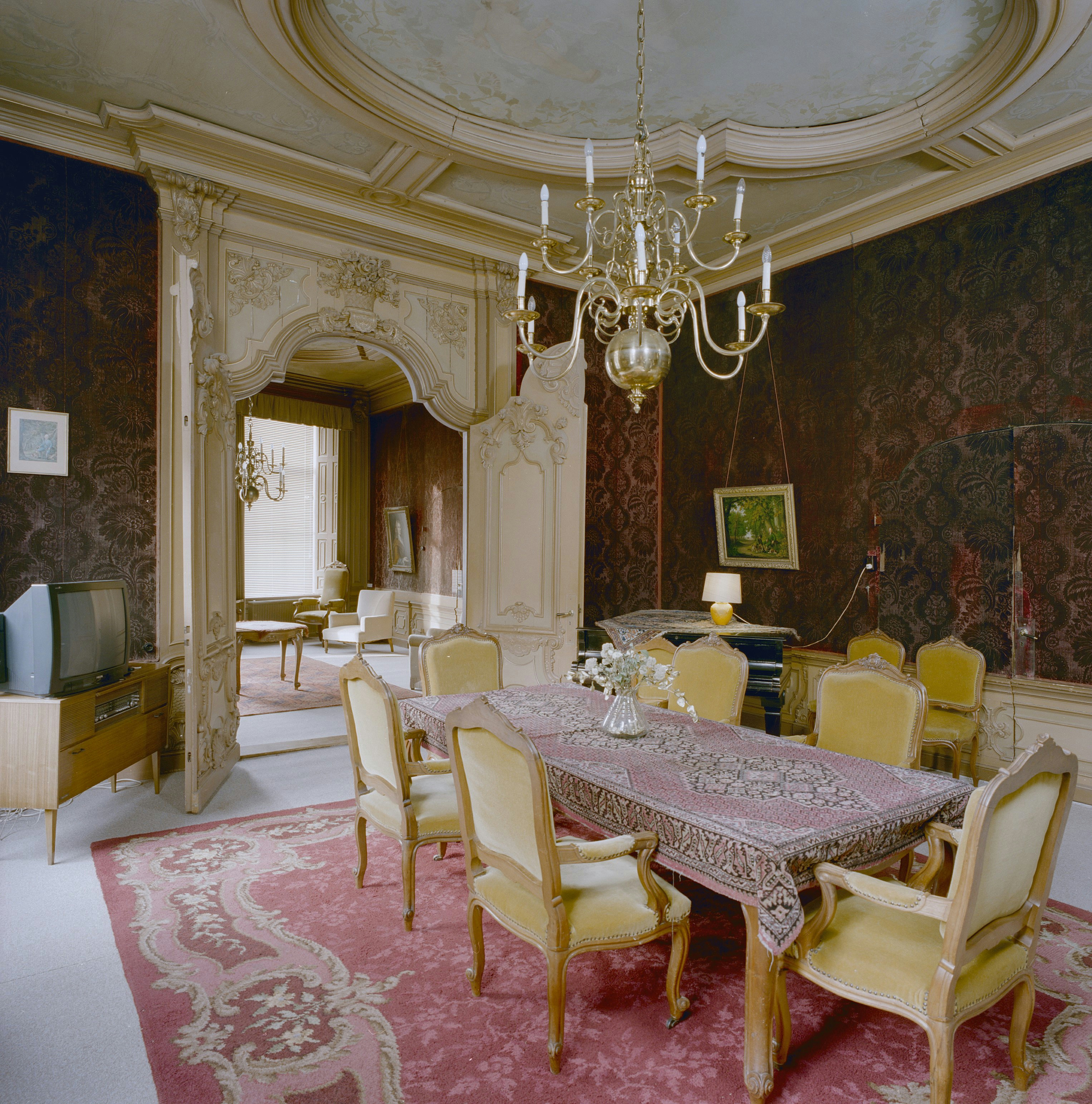
De rechter achterkamer of eetkamer met tussendeur naar de voorkamer
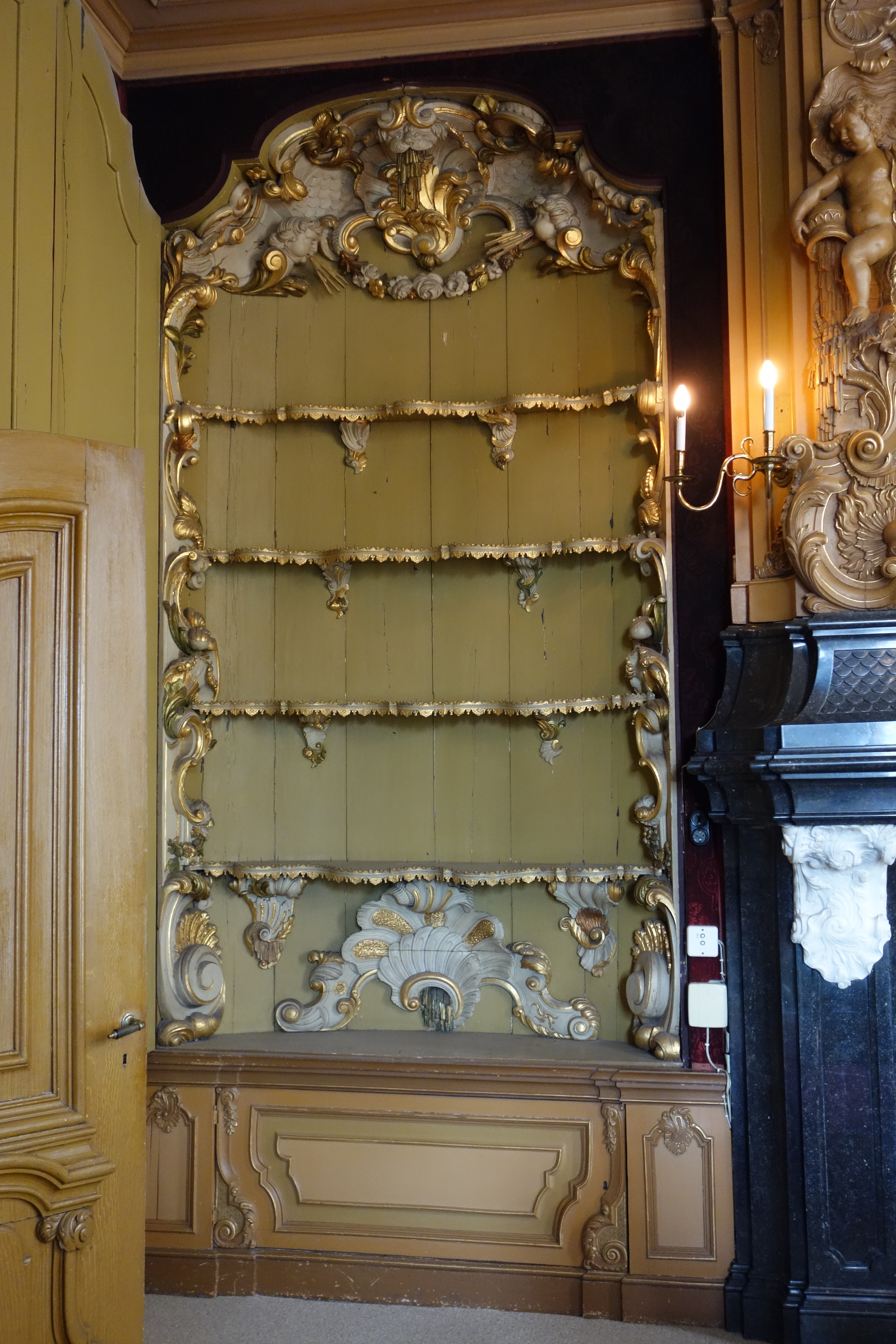
In de eetkamer staat tegen de achterwand links deze pronkkast met personificaties van de wind en de zee
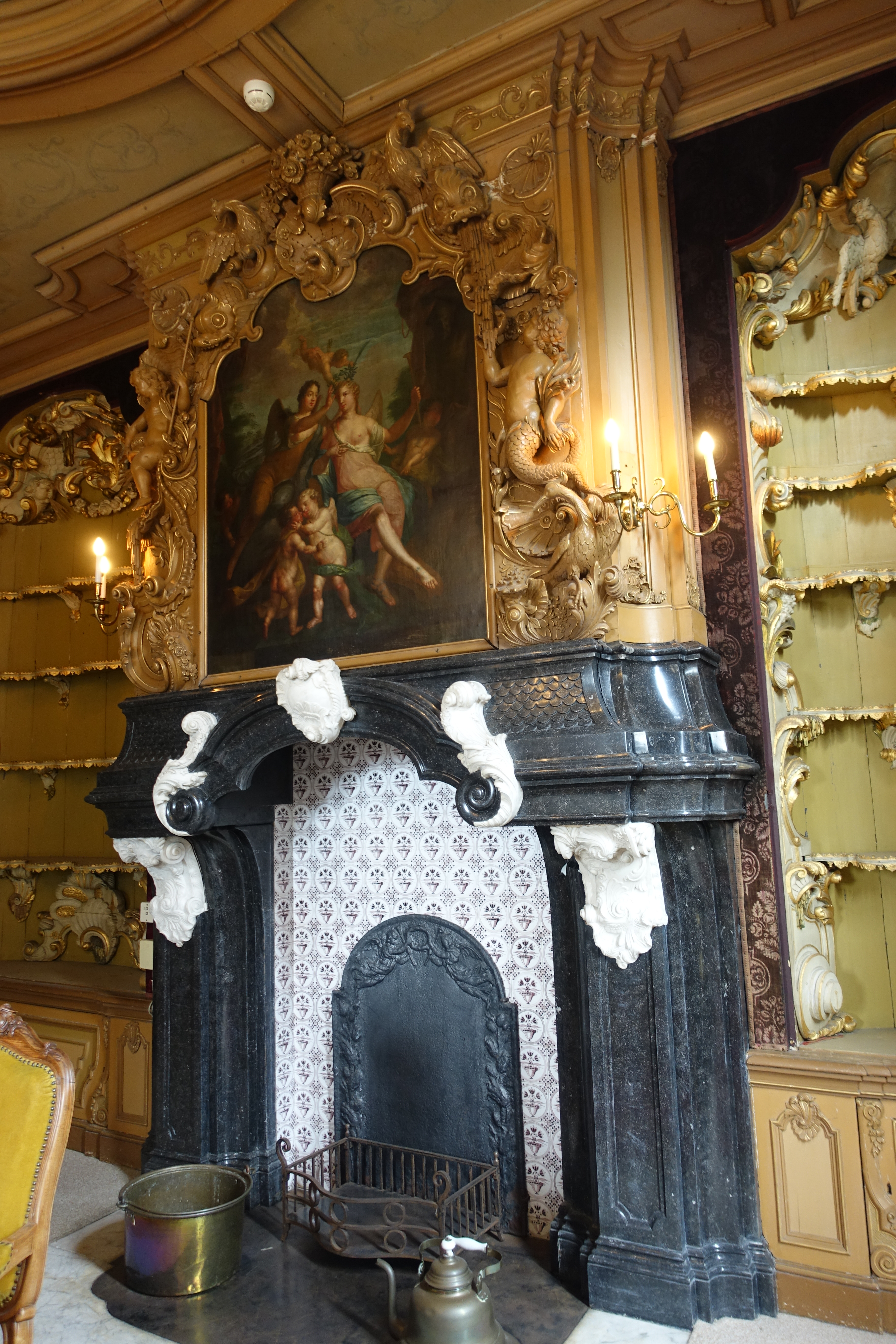
Haard tussen twee servies- of pronkkasten in met mantelstuk van Pieter Terwesten
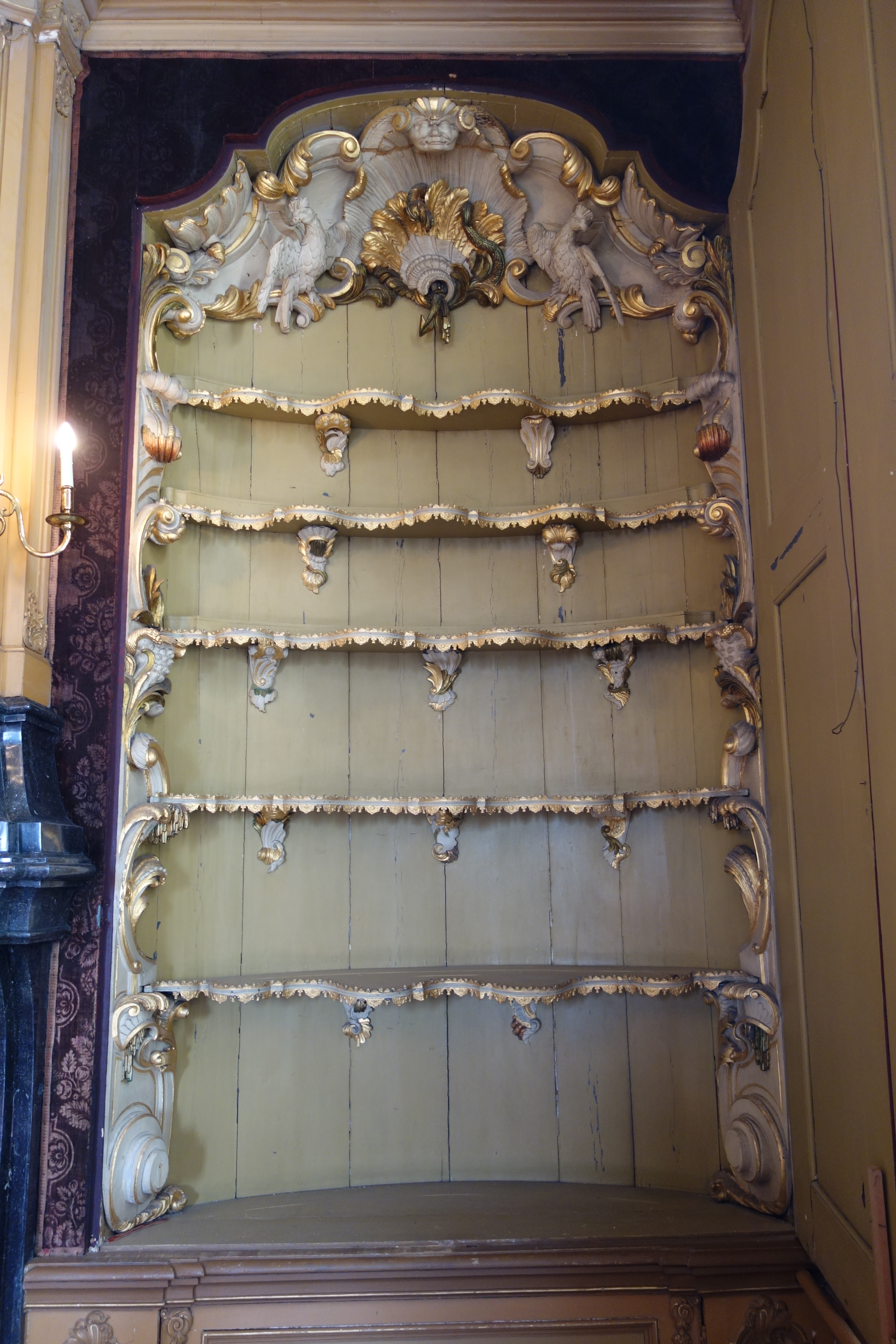
Kast rechts, met vogels en een slang
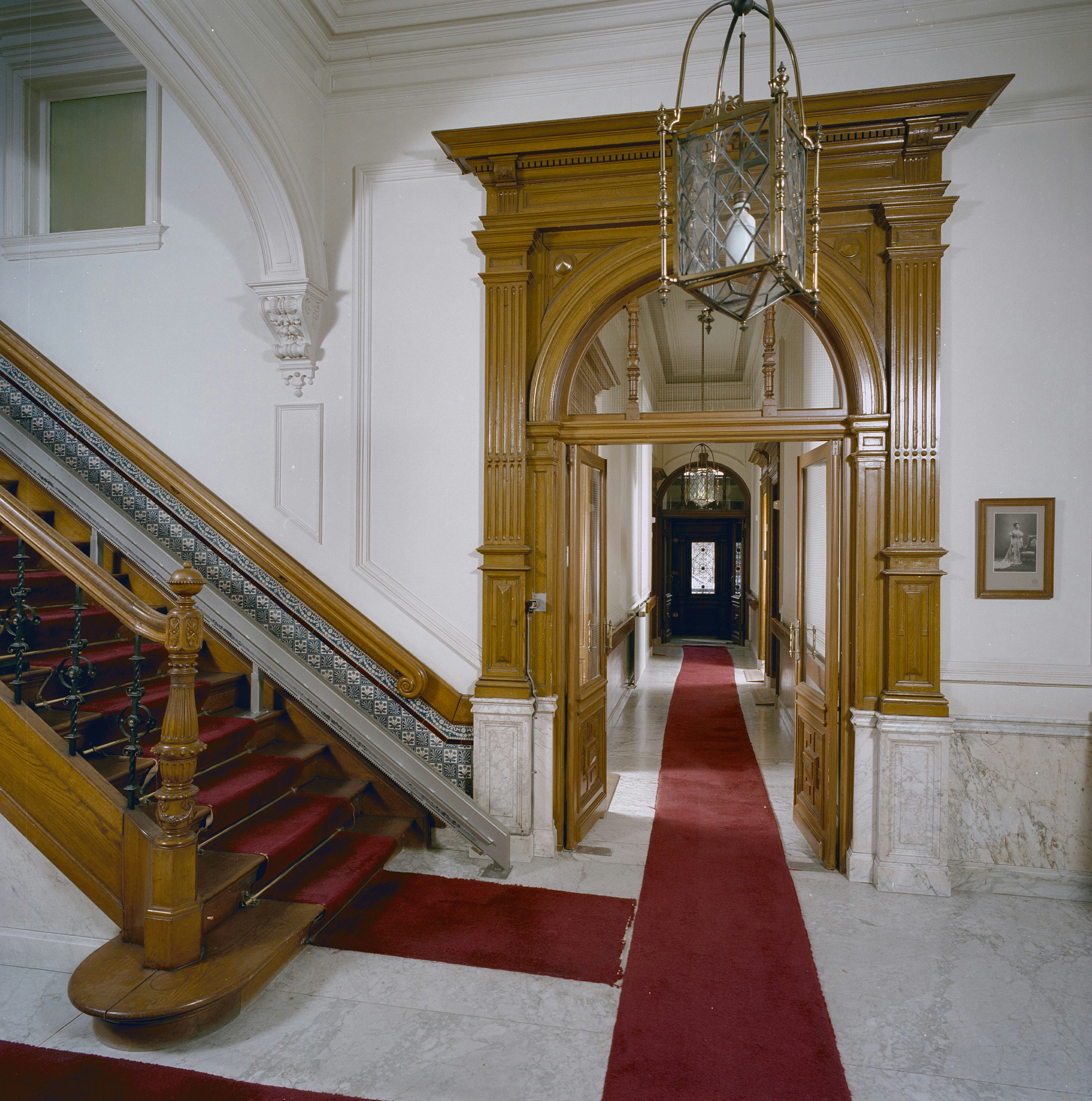
Hal van het woonhuis naar de aanbouw met slaapkamers van het bejaardentehuis
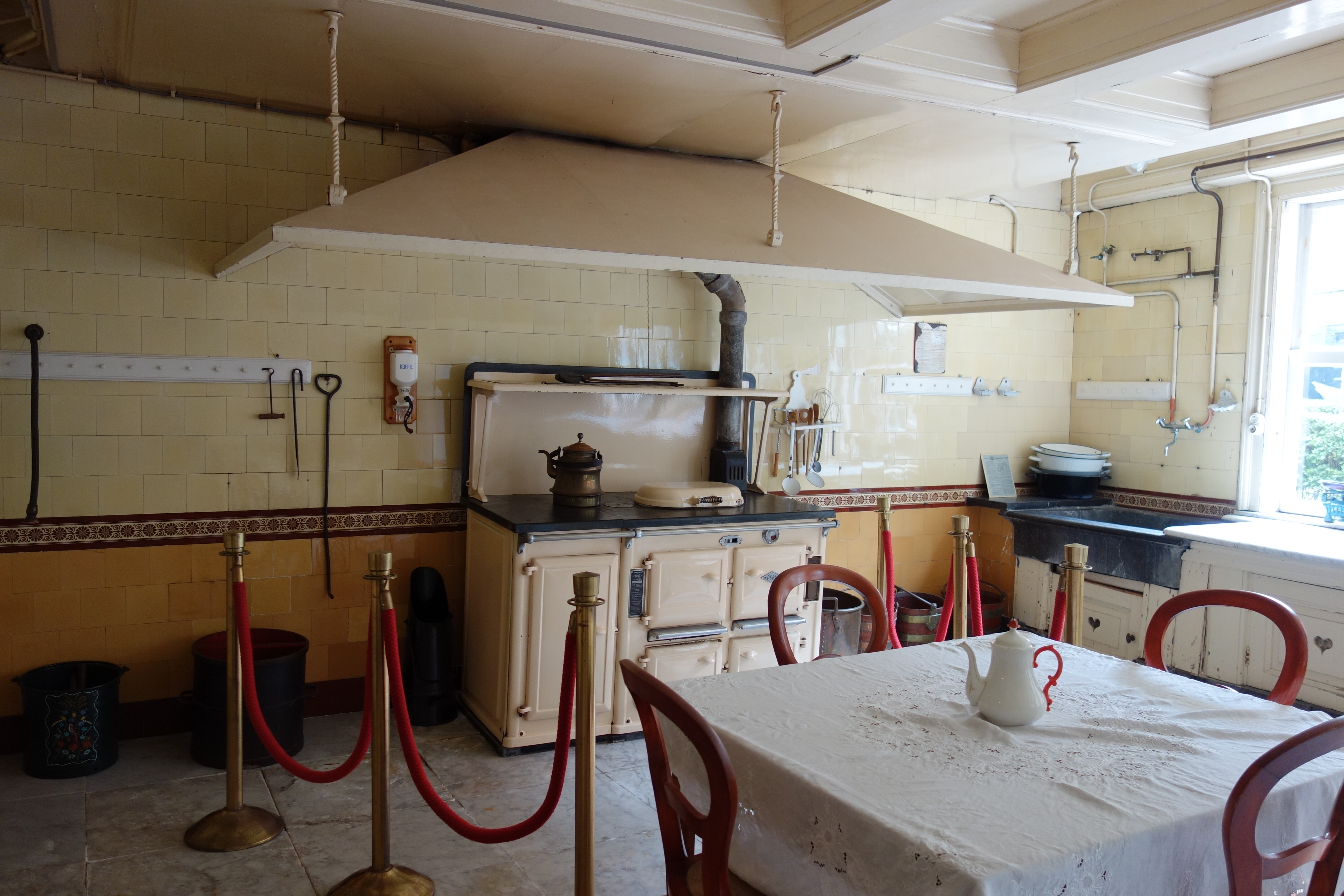
Keuken onder de achterkamer, hier werd door dienstmeiden gekookt.
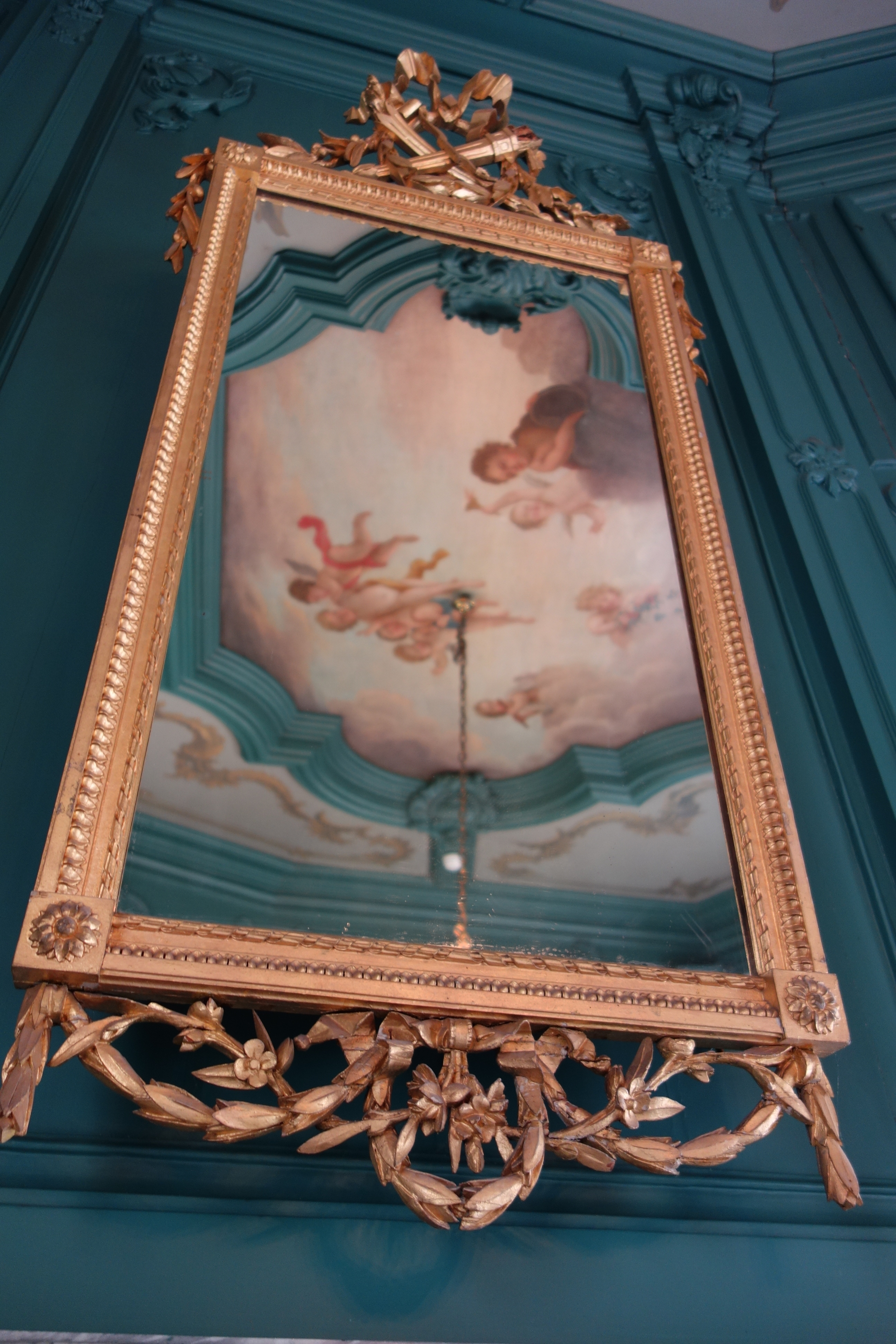
Spiegel in de tuinkoepel, met zicht op het beschilderde plafond